# NGC 5031
NGC 5031 é uma galáxia espiral (S0-a) localizada na direcção da constelação de Virgo. Possui uma declinação de -16° 07' 21" e uma ascensão recta de 13 horas, 14 minutos e 03,1 segundos.
A galáxia NGC 5031 foi descoberta em 17 de Março de 1881 por Edward Singleton Holden.